# Valentín de Berriochoa
Valentín Faustino de Berriochoa y Aristi (en euskera: Balendin Berriotxoa; Elorrio, España, 14 de febrero de 1827-Hải Dương, Vietnam, 1 de noviembre de 1861) fue un religioso misionero dominico español,  obispo mártir en Vietnam. Fue canonizado por la Iglesia católica en 1988 y es considerado el segundo patrón de Vizcaya y de la diócesis de Bilbao, después de Ignacio de Loyola.
En 2006, la Fundación Labayru publicó 20 cartas escritas por Berriochoa en euskera entre 1845 y 1858, la mayoría dirigidas a su madre. Se consideran una fuente de primer orden para conocer la lengua vasca del Duranguesado en el siglo XIX.

## Biografía
Nació en el Palacio de Arriola en la villa de Elorrio (Vizcaya, España) el 14 de febrero de 1827, hijo de Juan Isidro de Berriochoa y de María Mónica Aristi. Se le bautizó con el nombre de Valentín Faustino en la iglesia parroquial.
A los dieciocho años ingresó en el seminario de Logroño, porque en ese tiempo Elorrio pertenecía a la diócesis de Calahorra. En 1848 tuvo que suspender sus estudios y regresar a Elorrio para atender a las necesidades económicas de su familia. Pudo regresar al seminario y fue ordenado sacerdote en 1851.
En 1854 profesó en la orden de los dominicos en el convento de Ocaña (Toledo, España). En 1856 fue destinado a las misiones en Asia. Viajó a Manila en las islas Filipinas, que entonces pertenecían a la monarquía española, y de allí a las misiones de Tonquín, en la parte norte del actual Vietnam. En ese momento el rey Tu-Duc perseguía sanguinariamente a los misioneros que vivían escondidos en cuevas y chozas por considerar que actuaban en connivencia con los gobiernos europeos para que estos ocuparan y colonizaran su reino. El vicario apostólico José María Díaz Sanjurjo y un sacerdote y un catequista indígenas habían sido decapitados, y se habían destruido y quemado las pobres iglesias y colegios levantados con grandes penalidades.

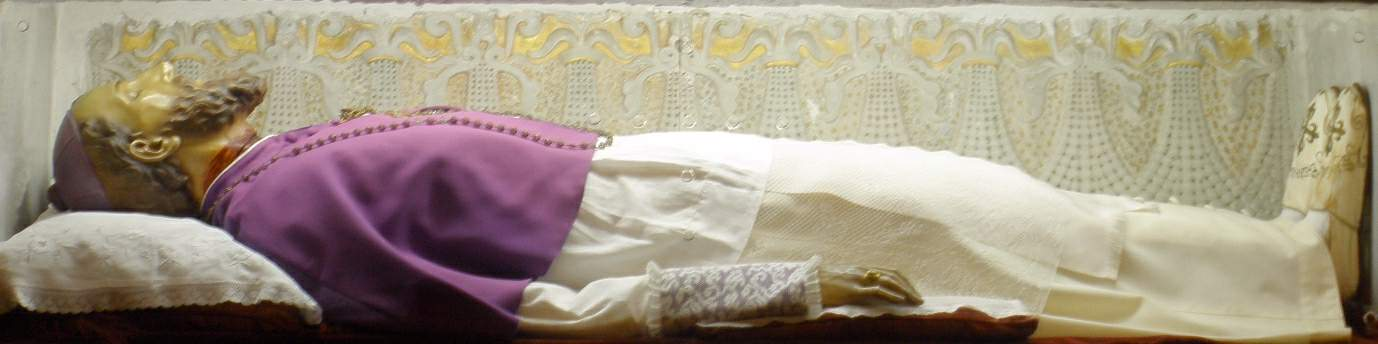
Talla del Santo en su altar-mausoleo en la Basílica de la Purísima Concepción de Elorrio

El 25 de diciembre de 1857 fue nombrado obispo titular de Centuria y coadjutor del nuevo vicario apostólico, Melchor García Sampedro, al que sucedería tras el martirio de este, el 28 de julio de 1858. Valentín de Berriochoa pudo desarrollar su ministerio únicamente durante tres años con muchas dificultades hasta que en 1861, durante un recrudecimiento de la persecución contra los cristianos en la zona de su vicariato, fue denunciado y detenido. 
Trasladado a la capital provincial Hải Dương, en el interrogatorio solamente se le preguntó a Berriochoa por su nombre (se le conocía por Vinh, "el victorioso"), cuánto tiempo llevaba en el país (cuatro años), dónde vivía (en Biu Chu), si había tenido relación con los revoltosos de 1858 (que no y que había aconsejado que nadie tomara las armas), y si conocía al obispo Lien (Jerónimo Hermosilla, que sí). Dispuso el tribunal que fueran encerrados en pequeñas jaulas individuales donde solamente pudieran estar en cuclillas. Allí encontró, también en jaulas similares, a los demás compañeros apresados anteriormente. A poca distancia había un reo condenado a muerte por sus crímenes. Tuvieron todavía un nuevo interrogatorio en el que se les pedía que renegaran de la fe cristiana. Ante la negativa fueron condenados a muerte. La ejecución de Berriochoa se llevó a cabo por decapitación el 1 de noviembre de 1861.
Sus restos mortales fueron trasladados al País Vasco, vía Manila por Ramón de Mendezonay Eulogio Onzain en 1886 y reposan en la Basílica de la Purísima Concepción de su Elorrio natal. La tumba fue profanada durante la guerra civil, según anotación en su diario del médico argentino y combatiente franquista Héctor Colmegna.
Valentín de Berriochoa  fue beatificado en 1906 y canonizado en 1988, junto con otros 116 mártires de Vietnam.

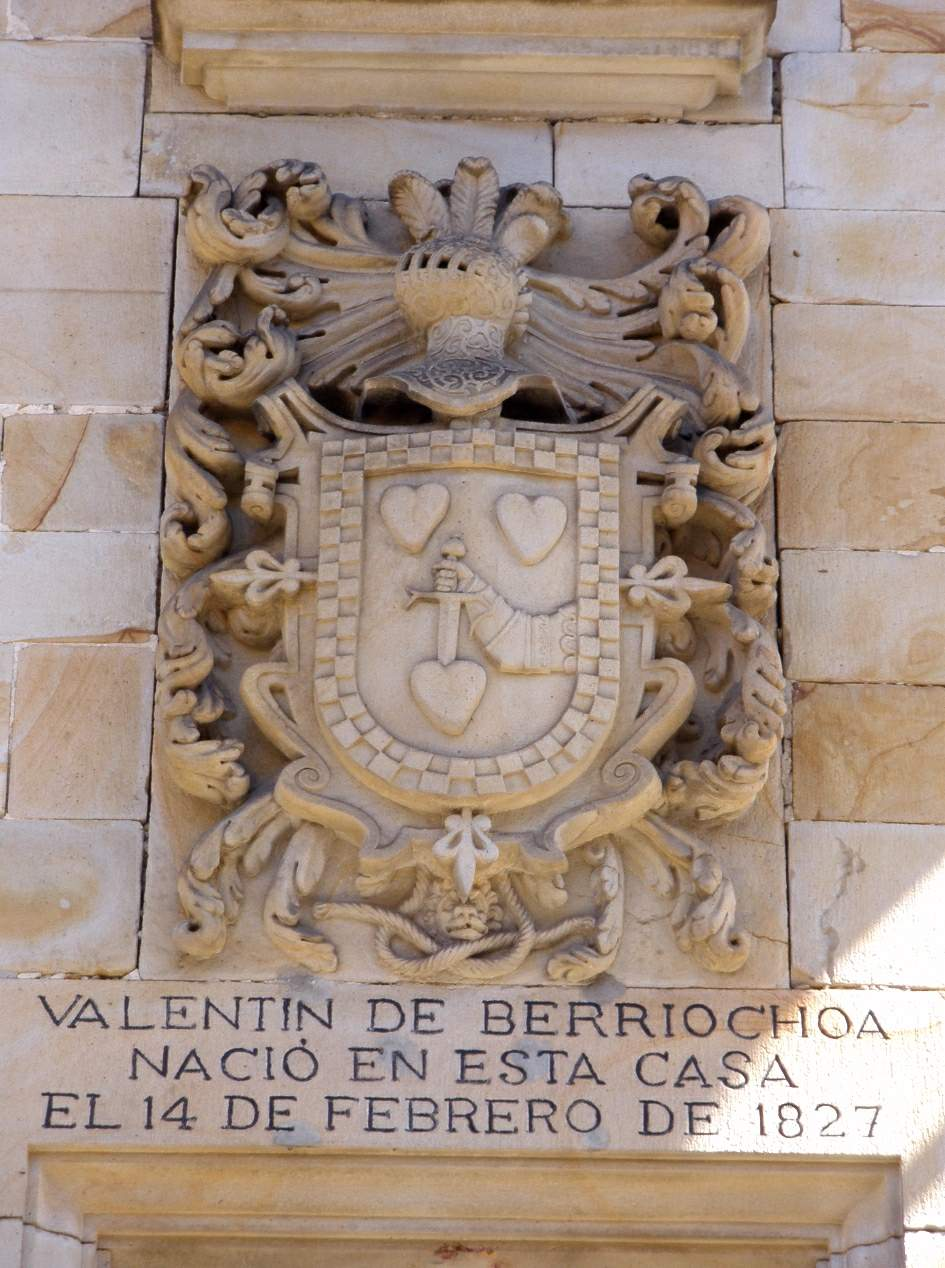
Palacio de Arriola, casa natal del Santo, en Elorrio